# Municipio de Weldon Spring
El municipio de Weldon Spring (en inglés: Weldon Spring Township) es un municipio ubicado en el condado de St. Charles en el estado estadounidense de Misuri. En el año 2010 tenía una población de 26126 habitantes y una densidad poblacional de 1.135,32 personas por km².

## Geografía
El municipio de Weldon Spring se encuentra ubicado en las coordenadas 38°44′58″N 90°42′30″O / 38.74944, -90.70833. Según la Oficina del Censo de los Estados Unidos, el municipio tiene una superficie total de 23.01 km², de la cual 23.01 km² corresponden a tierra firme y (0%) 0 km² es agua.

## Demografía
Según el censo de 2010, había 26126 personas residiendo en el municipio de Weldon Spring. La densidad de población era de 1.135,32 hab./km². De los 26126 habitantes, el municipio de Weldon Spring estaba compuesto por el 90.23% blancos, el 3.79% eran afroamericanos, el 0.28% eran amerindios, el 3.07% eran asiáticos, el 0.02% eran isleños del Pacífico, el 0.85% eran de otras razas y el 1.77% pertenecían a dos o más razas. Del total de la población el 2.73% eran hispanos o latinos de cualquier raza.